# Archidiecezja Hassake-Nisibi
Archidiecezja Hassake-Nisibi – (łac. Hassakensis et Nisibenus Syrorum) – archidiecezja Kościoła katolickiego obrządku syryjskiego w Syrii, podległa bezpośrednio syryjskokatolickiemu patriarsze Antiochii. Została ustanowiona w 1965 roku. 